# Frédéric Schoell
Ne pas confondre avec Friedrich Schöll (de), unitarien allemand membre du parti nazi (1874-1967).
Maximilien Samson Frédéric Schoell, en allemand Maximilian Samson Friedrich Schöll (1766-1833) est un historien, philologue, libraire et diplomate français au service de la Prusse.

## Biographie
Né à Harskirchen dans le comté de Nassau-Sarrebruck (aujourd'hui département du Bas-Rhin), il étudie à Strasbourg, ville où son père était alors bailli, et suit les cours du juriste Christophe-Guillaume Koch qui l'initia à l'étude de la jurisprudence, du droit public et de l'histoire.
Sa première occupation a été gouverneur des enfants d'une riche famille livonienne, avec laquelle il fait des voyages en Italie en 1788, dans le midi de la France en 1789 mais aussi à Paris et Saint-Pétersbourg.
Élu secrétaire de l'assemblée qui devait désigner les députés de la Législative, Schœll, alors âgé de 25 ans, contribue à faire nommer comme député du département du Bas-Rhin, son professeur et protecteur Christophe Guillaume Koch.
Pendant la Révolution, il se réfugie à Bâle où il apprend le métier de libraire-imprimeur. Dans cette ville aussi, il se marie en août 1796 et dirige une imprimerie-librairie appartenant à Jacques Decker, un imprimeur influent de Berlin.  
Après la paix de Lunéville, il s'installe en 1802 à Paris, où il dirige une maison de librairie avant de se mettre à son compte.
Il entre en 1814 au cabinet diplomatique du roi de Prusse comme conseiller aulique et participe aux négociations du Congrès de Vienne. 
En 1819, il est appelé à Berlin par le Prince de Hardenberg comme conseiller référendaire au ministère d'État. À la mort d'Hardenberg en 1822, il se retire des affaires publiques pour se consacrer à la publication de son Cours d'histoire moderne des États européens, qu'il commença à imprimer dès son retour à Paris, en juin 1830. L'un des derniers volumes était sous presse, lorsque le 6 août 1833, Schœll mourut à la suite d'une attaque d'apoplexie.

## Œuvres
- Cours d'histoire moderne des États européens, Paris, 1830-1834, en 46 volumes.
- Histoire abrégée des traités de paix (depuis celui de Westphalie), 1816-18, en 15 volumes, qui sont reproduits en partie dans les 22 derniers volumes de son Cours d'histoire (réédition revue et complétée de l'ouvrage de Christophe Guillaume Koch) ;
- Histoire abrégée de la littérature romaine, 1815, en 4 volumes.
- Histoire abrégée de la littérature grecque, Paris,1813, 2 volumes in 8°, XXXII-377 & 468 pp..
- Histoire de la littérature grecque profane, depuis son origine jusqu'à la prise de Constantinople par les Turcs, Paris, Gide, 1823-25, en 8 volumes.
- Congrès de Vienne, 1816.
- Éléments de chronologie, 1812.
- Annuaire généalogique et historique, 1819-1823, 4 volumes in 16°.